# Робледо-де-Чавела
Робледо-де-Чавела (ісп. Robledo de Chavela) — муніципалітет в Іспанії, у складі автономної спільноти Мадрид. Населення — 3876 осіб (2010).
Муніципалітет розташований на відстані близько 46 км на захід від Мадрида.

## Демографія
Динаміка населення (INE ):

## Галерея зображень

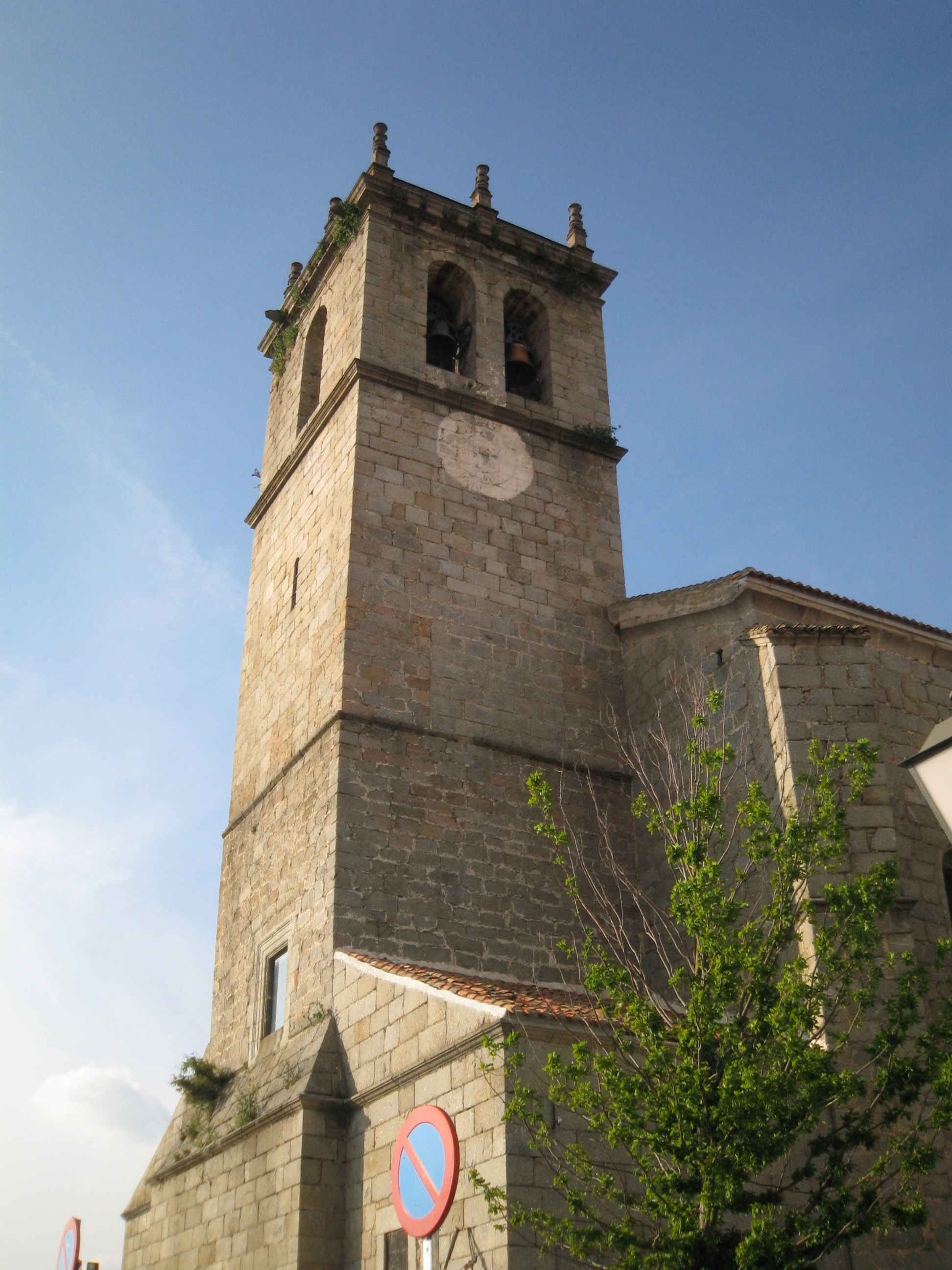
Дзвіниця парафіяльної церкви
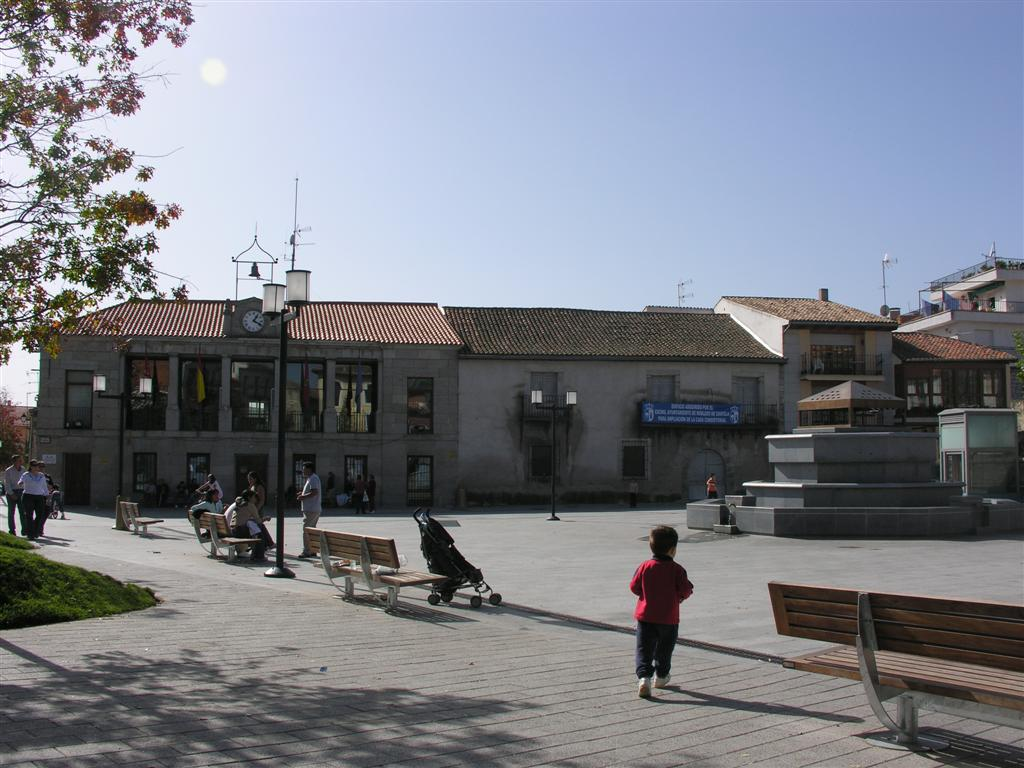
Робледо-де-Чавела - центральна площа
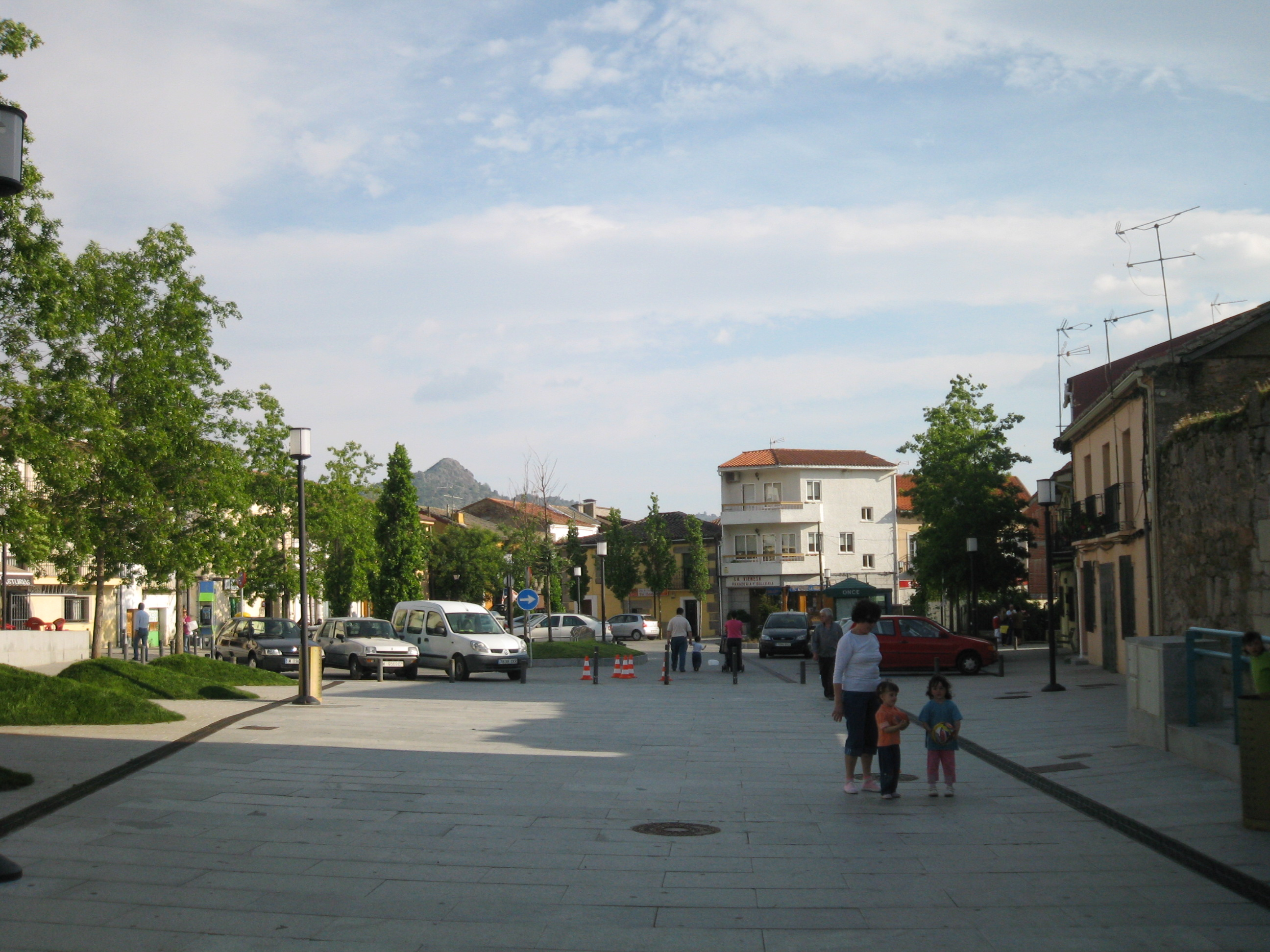
Пласа-де-П'єдіта
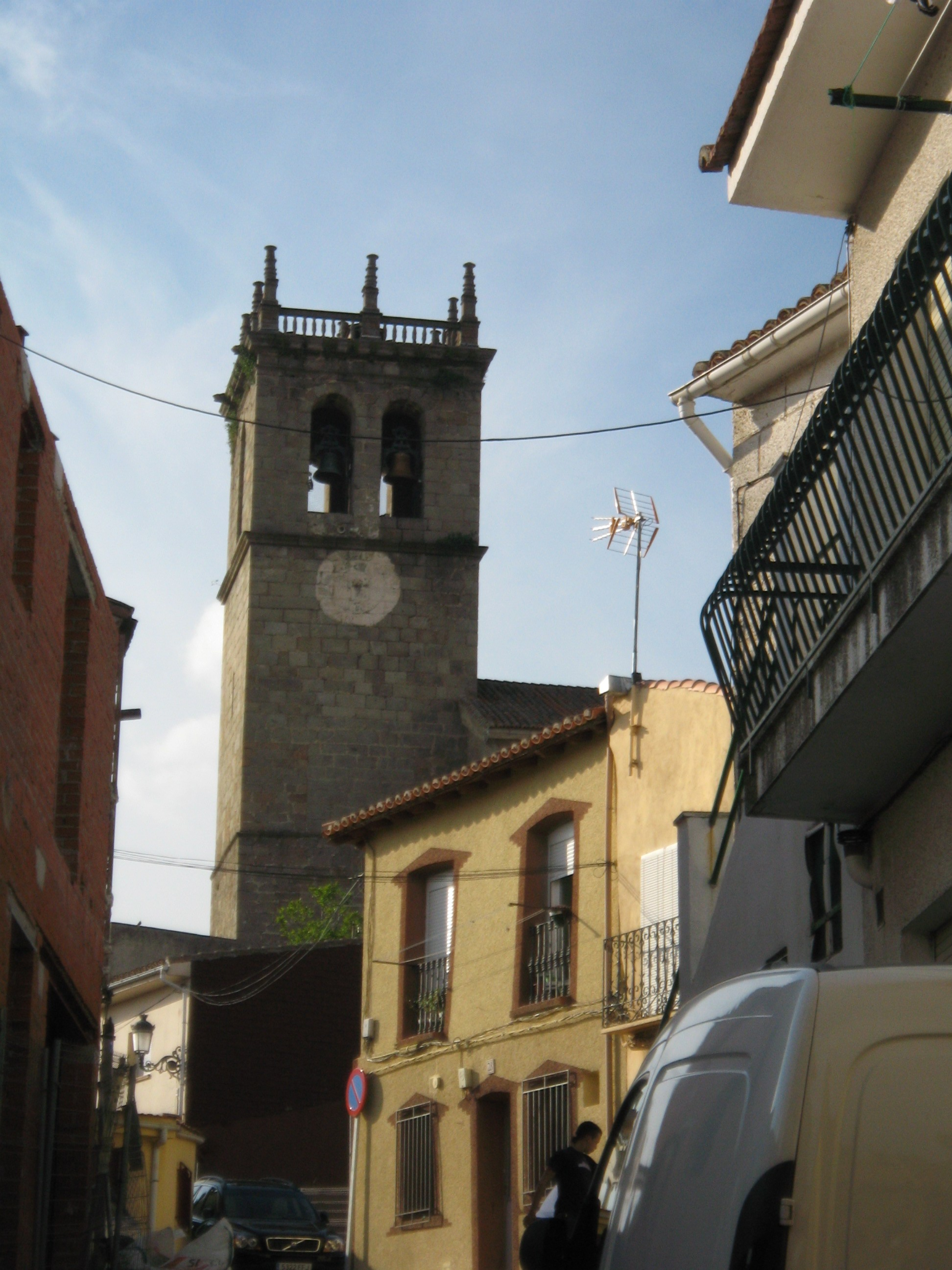
Дзвіниця церкви
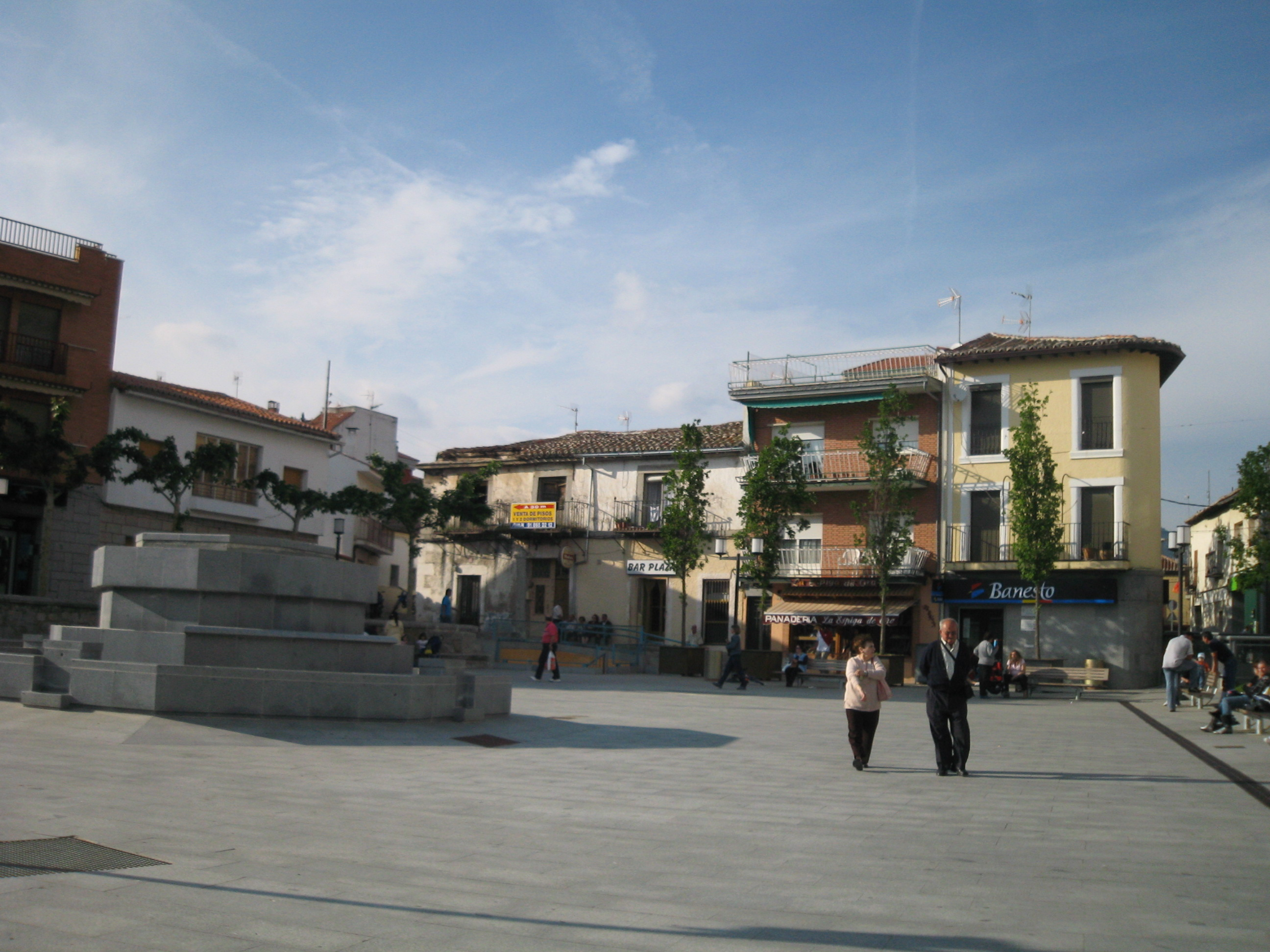
Пласа-де-Еспанья
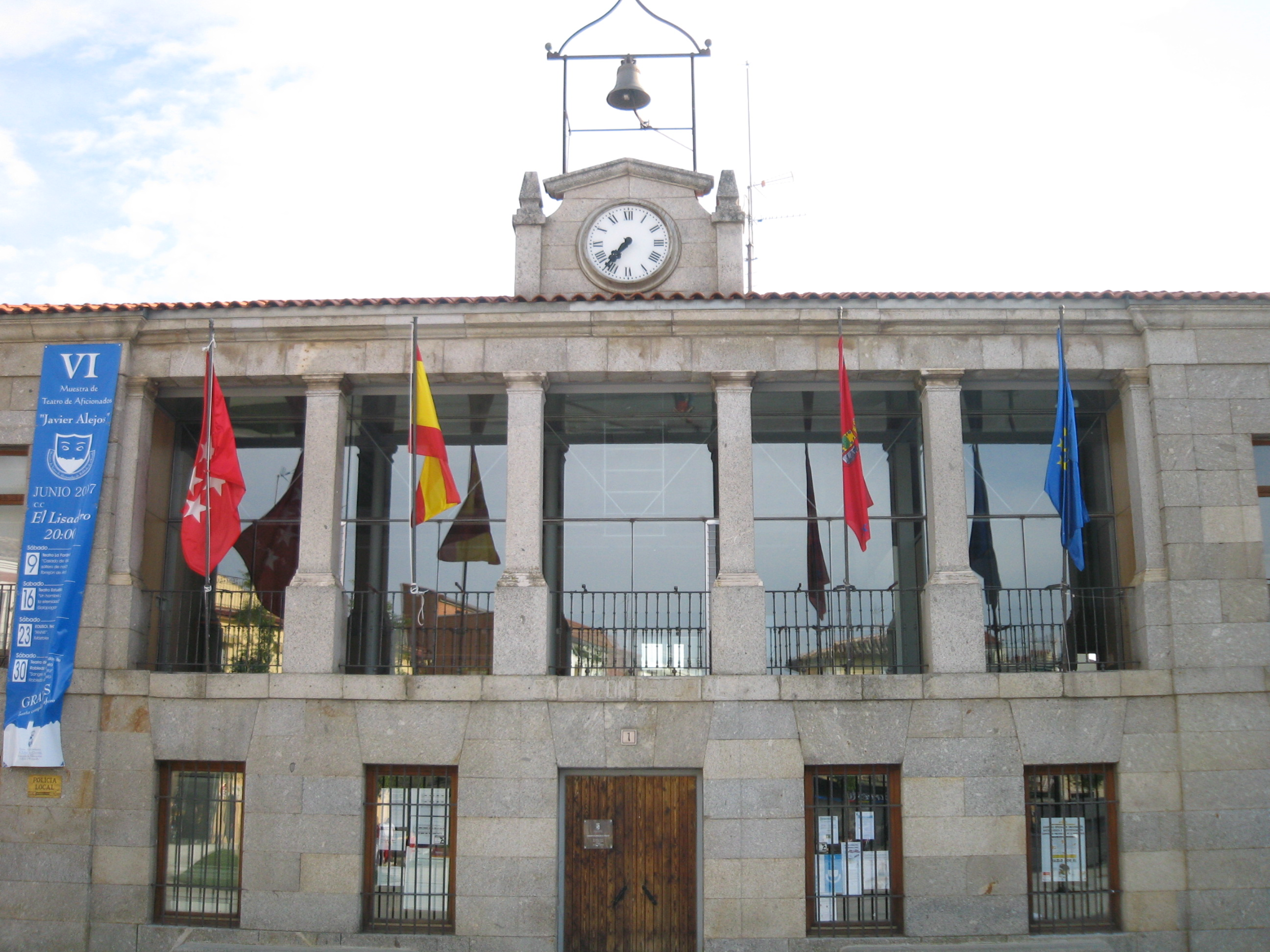
Муніципальна рада
Розташування муніципалітету Робледо-де-Чавела в автономній спільноті Мадрид
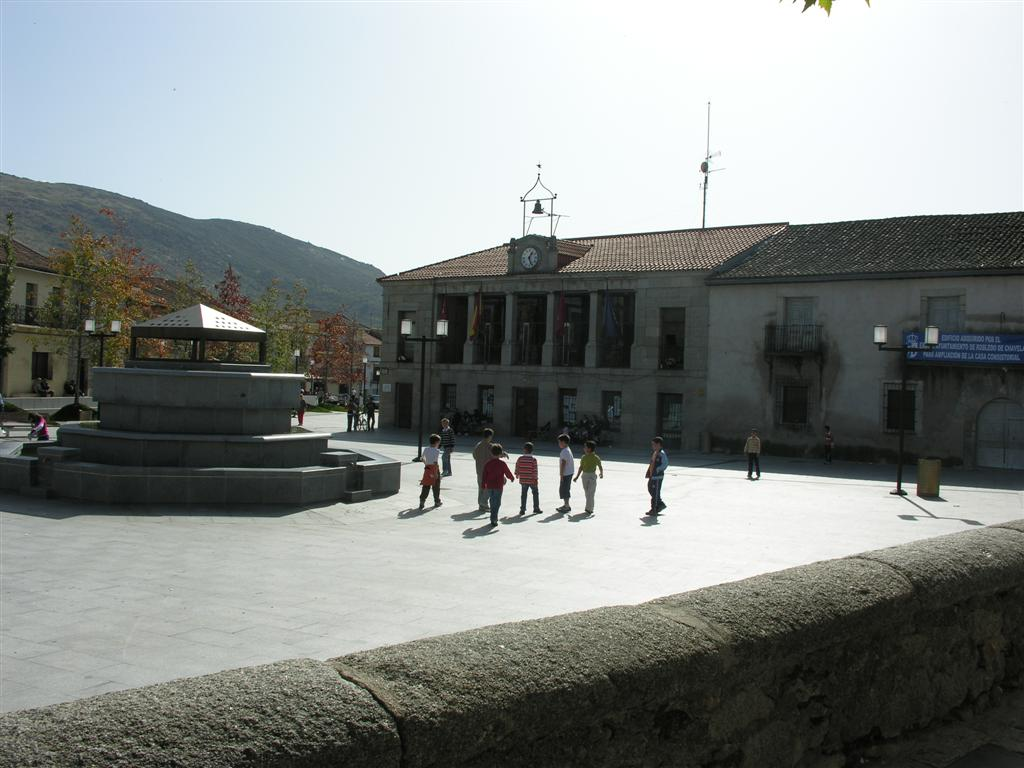
Муніципальна рада і Пласа-де-Еспанья
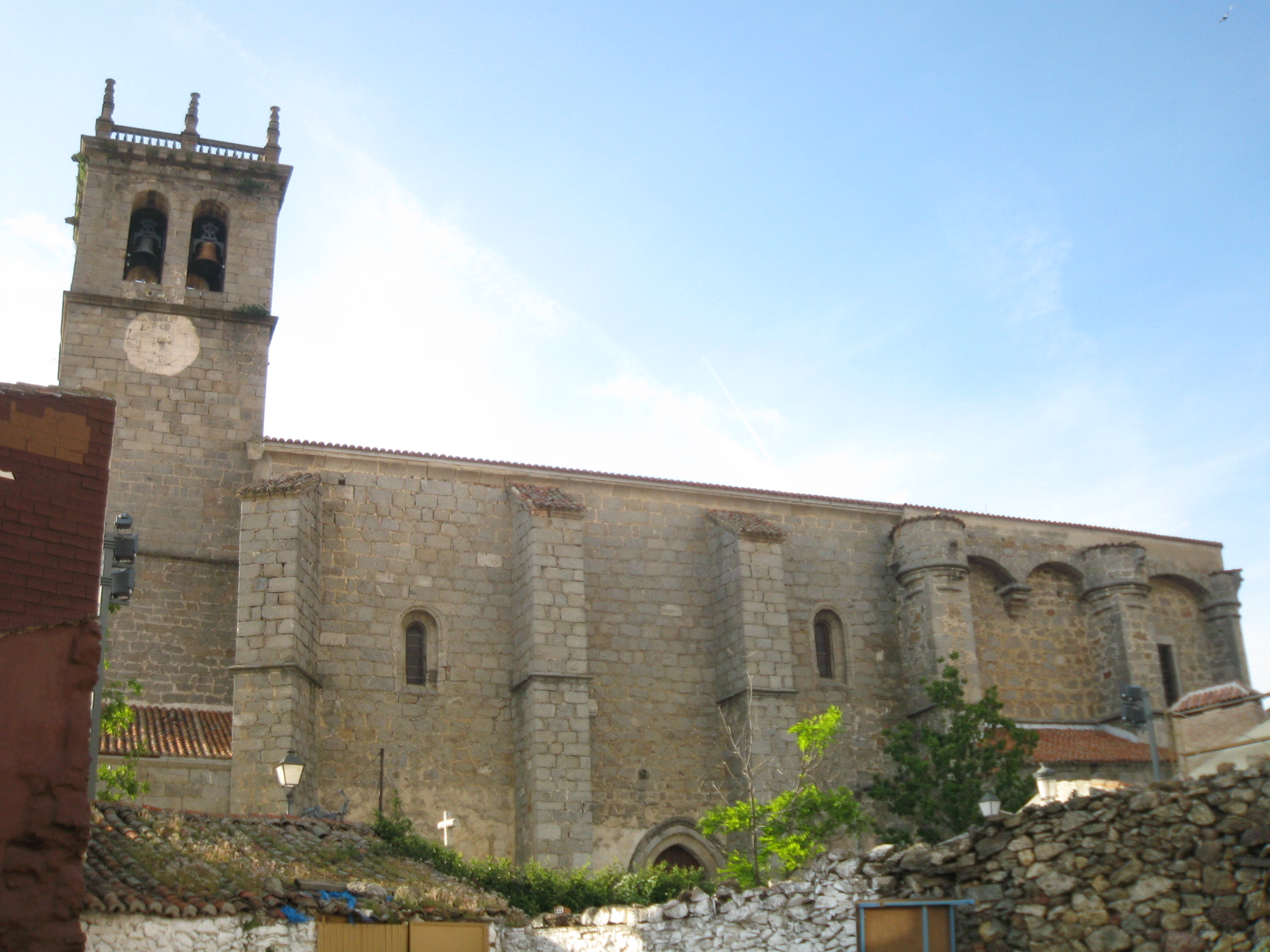
Церква Ла-Асунсьйон-де-Нуестра-Сеньйора